# Epicnephasia
Epicnephasia là một chi bướm đêm thuộc phân họ Tortricinae của họ Tortricidae.

## Các loài
- Epicnephasia mongolica Danilevsky, 1963